# Otonycteris hemprichii
Otonycteris hemprichii é um morcego pertencente a família Vespertilionidae. Pode ser encontrada no Norte da África, sudoeste e centro da Ásia.